# Antirrhinum charidemi
Antirrhinum charidemi ist eine Pflanzenart aus der Gattung der Löwenmäuler (Antirrhinum) in der Familie der Wegerichgewächse (Plantaginaceae).

## Beschreibung
Antirrhinum charidemi ist ein Zwergstrauch, dessen kriechende bis aufsteigende, verworren verzweigte Stängel Längen von bis zu 35 cm erreichen. Stängel, Laubblätter und Blütenstiele sind nichtdrüsig fein behaart, Kelch, Krone und die Früchte sind drüsig behaart. Die meist wechselständig stehenden Laubblätter sind 8 bis 28 mm lang und 4 bis 9 mm breit, elliptisch bis langgestreckt-lanzettlich und stumpf. Die Blattstiele sind 1 bis 3 mm lang.
Die Tragblätter ähneln den kleineren Laubblättern. Die Blütenstiele sind 3 bis 12 mm lang. Der Kelch ist mit 5 bis 8 mm langen, lanzettlichen und spitzen Kelchzipfeln besetzt. Die Krone ist 25 bis 35 mm lang, weiß oder blass rosa gefärbt und mit einem gelben Gaumen versehen.
Die Früchte sind nahezu kugelförmige Kapseln mit einem Durchmesser von 7 bis 8 mm.
Die Chromosomenzahl beträgt 2n = 16.

## Vorkommen und Standorte
Die Art ist im Südosten Spaniens bei Cabo de Gata verbreitet. Sie wächst dort auf Schieferfelsen.